# Giovanni Rodeghiero
Giovanni Battista Rodeghiero (Asiago, 19 gennaio 1863 – Conegliano, 19 luglio 1915) è stato un militare italiano, comandante del 39º Reggimento Fanteria della Brigata "Bologna" nella prima guerra mondiale, ed il primo ufficiale superiore italiano a cadere durante il conflitto venendo decorato con la Medaglia d'argento al valor militare.

## Biografia
Nacque ad Asiago il 19 gennaio 1863 da Benetti Cristina e Antonio Rodeghiero, una famiglia storica dell'Altopiano dei Sette Comuni. A 19 anni si arruolò volontario nel Regio Esercito iniziando la carriera militare ammesso alla Regia Accademia Militare di Modena da cui uscì con i gradi di sottotenente di fanteria e venne assegnato al 90º Reggimento, appena costituito per formare, con l'89º Reggimento, la Brigata "Salerno", con sede a Genova.
Promosso tenente fu assegnato presso il Distretto Militare di Reggio Emilia, dove operò presso il centro di reclutamento e selezione dei giovani chiamati alla leva. Venne poi inviato, nel 1895, al 7º Reggimento alpini, dove rimase fino alla promozione a capitano, ritornando poi alla specialità fanteria, in forza al 19º Reggimento della Brigata "Brescia".
Insignito della Croce di Cavaliere dell'Ordine della Corona d'Italia il 26 dicembre 1909, è promosso maggiore nel 1911 e tenente colonnello il 6 luglio 1915, poco dopo l'entrata in guerra dell'Italia. Allo scoppio delle ostilità è in forza al 79º Reggimento fanteria della Brigata "Bologna", ma l'8 luglio gli viene improvvisamente ordinato di assumere il comando del 39º Reggimento, sostituendo il col. Bernardi rimasto ferito in combattimento.

### La battaglia sul San Michele e la morte
Nel luglio del 1915 era in corso la seconda battaglia dell'Isonzo, che vedeva fronteggiarsi gli eserciti italiano e austro-ungarico. Gli schieramenti si fronteggiano lungo un fronte di 36 chilometri. Obiettivo principale era il Monte San Michele, un'altura carsica a sud di Gorizia. La guerra, appena iniziata, era profondamente diversa dai conflitti precedenti, dove a viso aperto i soldati si combattevano spesso in campi di battaglia aperti e con le medesime situazioni tattiche. Le trincee e le nuove armi da fuoco, con un volume di fuoco nettamente superiore al passato, dovevano ancora essere studiate e assimilate nelle strategie militari dei Comandi. 

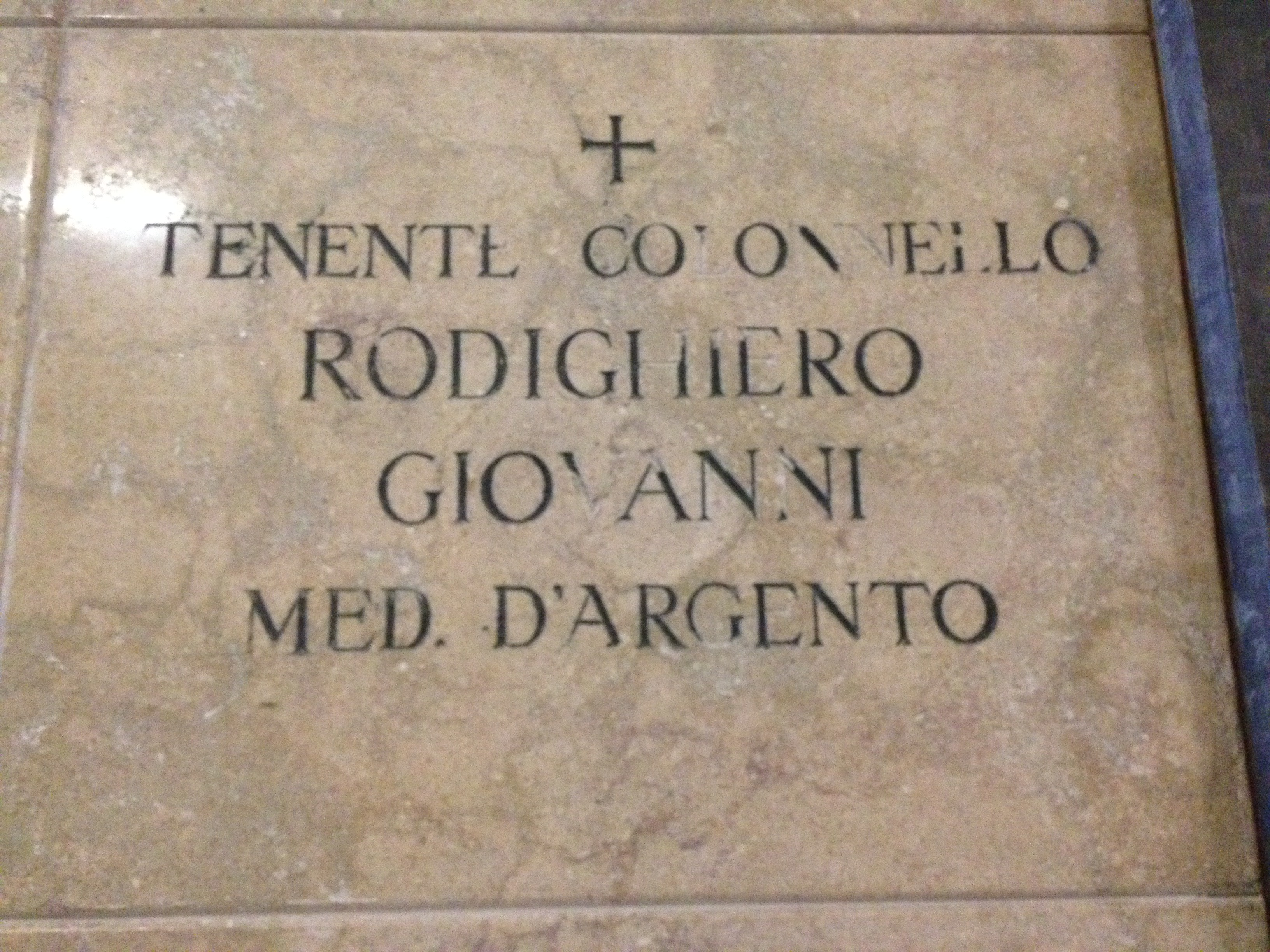
La lapide tombale del Ten. Col. Rodeghiero

Sul Monte San Michele, importante posizione per garantire il controllo sul Carso a sud e verso il campo trincerato di Gorizia a nord, il 18 luglio iniziò una cruenta battaglia, ed al colonnello Rodeghiero fu chiesto lo sforzo di conquistare una ridotta pesantemente fortificata, ben organizzata e difesa. Aveva a disposizione pochi uomini e decise di guidare personalmente l'assalto, ponendosi alla testa dei suoi soldati. Li guidò all'attacco, portato avanti anche con armi bianche, ma venne ferito alla testa e trasportato moribondo presso la Sezione Sanità di Conegliano, dove morirà il giorno successivo, 19 luglio. La salma fu trasportata presso la città natale di Asiago nell'agosto del 1935 e tumulata nel sacrario militare. Il Comando di Divisione concesse alla memoria del colonnello Giovanni Rodeghiero la Medaglia d'argento al valore militare. Il Comando di Divisione attestò: 
La seconda battaglia dell'Isonzo fu per l'esercito italiano un bagno di sangue. Morirono più di 10.000 soldati, lanciati all'attacco di trincee nemiche difese da lunghe file di reticolati, che trasformavano gli attaccanti in facili bersagli per il fuoco austriaco. 
La città di Asiago gli dedicò una via tra via Cesare Battisti e via Generale Euclide Turba.

### Periodici
- Giovanni Costa, Le salme dei colonnelli Rodeghiero e Marchetti traslate al monumento ossario di Asiago in costruzione, in Vedetta Fascista, 25 -agosto 1935.
- Enrico Pino, Il Colonnello Giovanni Battista Rodeghiero, in Asiago, ieri, oggi e domani, n. 131, Asiago, luglio-agosto XLI,  pp. 58-59.